# اچ‌دی ۱۶۲۰۲۰
اچ‌دی ۱۶۲۰۲۰ یک ستاره است که در صورت فلکی کژدم قرار دارد.